# Diabrotica exesa
Diabrotica exesa is een uitgestorven keversoort uit de familie bladkevers (Chrysomelidae). De wetenschappelijke naam van de soort werd in 1911 gepubliceerd door Henry Frederick Wickham. Fossielen van deze soort uit het Mioceen werden aangetroffen in het Florissant Fossil Beds National Monument in de Amerikaanse staat Colorado.